# Велко Мандарчев
Велко Кръстев Мандарчев е български революционер, скопски деец на Вътрешната македоно-одринска революционна организация.

## Биография
Велко Мандарчев е роден на 20 май 1874 година в град Скопие, тогава в Османската империя, днес в Северна Македония, в семейството на земеделци. Прави опит за убийство на сръбския учител в Скопие Йевджа Фъртунич като го ранява с кама и бяга в България. По-късно преминава в Сърбия, където под името Велько Мандарчевич (на сръбски: Veljko Mandarčević) получава сръбска чета и през 1904 година навлиза в Македония, където трябва да действа в Скопско, но вместо това съвместно с войводата Боби Стойчев разоръжава четата си и избива всичките четници, които не са от Македония.
При избухването на Балканската война в 1912 година е доброволец в Македоно-одринското опълчение и служи в 1-ва и 4-та рота на 2-ра скопска дружина, а в Междусъюзническата война е в Сборната партизанска рота на МОО. Носител е на кръст „За храброст“ IV степен. Участва в боевете при Лозенград, Бабаески, Кешан, Шаркьой, Демирхисар, Парадли, Пониква, Говедар.
След войната в периода 1913 – 1914 година е районен войвода в Скопско, което с Букурещкия договор става част от Сърбия. По време на Първата световна война служи в 11 македонска дивизия. Главното командване на българската войска му поверява борбата със сръбската пропаганда в Македония.
Към края на Първата световна война емигрира в България и е активен сред македонската емиграция. Той е сред създателите на Илинденската организация през декември 1920 година в София. Влиза в Централния комитет на Македонската федеративна организация заедно с Крум Зографов, Александър Панов, Григор Циклев, Заре Секулички и Лазар Тодоров.
През 1930-те години се заселва в Гулянци, тогава село в Никополско, днес град в Северна България. На 21 април 1943 година, като жител на Гулянци, подава молба за българска народна пенсия като особено заслужил в освободителните войни деец, която е одобрена и пенсията е отпусната от Министерския съвет на Царство България. След Втората световна война продължава да живее в Гулянци.